# 2007년 구정컵
2007년 구정컵은 홍콩에서 해마다 열리는 구정컵의 25번째 대회이다. 결승전에서 자메이카 올림픽 국가대표팀이 중국 올림픽 국가대표팀을 승부차기로 꺾고 우승을 차지했다.

## 같이 보기
- 홍콩 1부 리그